# Belosta albicomula
Belosta albicomula är en tvåvingeart som beskrevs av Kelsey 1971. Belosta albicomula ingår i släktet Belosta och familjen fönsterflugor.
Artens utbredningsområde är Kalifornien. Inga underarter finns listade i Catalogue of Life.